# Richard Bango
Richard Bango (* 21. April 1968 in Ibadan, Nigeria als Richard Igbineghu) ist ein spanischer Boxer nigerianischer Abstammung.

## Amateur
1991 startete Bango bei den Militärweltmeisterschaften und gewann die Silbermedaille, wobei er im Finale gegen Wolfgang Haas, Deutschland (28:19), verlor. Bei den Panafrikanischen Spielen im selben Jahr in Kairo gewann er die Goldmedaille und bei den Weltmeisterschaften 1991 schied er im Viertelfinale gegen Swilen Rusinow, Bulgarien (AB 2.), aus. 1992 gewann er den Chemiepokal und das Boxturnier des TSC Berlin, in dessen Finale er Willi Fischer vorzeitig besiegte. Er nahm an den Olympischen Spielen 1992 in Barcelona teil und gewann dort nach Siegen über Gitas Juskevicius, Litauen (KO 2.), und Swilen Rusinow, Bulgarien (9:7), und einer Finalniederlage gegen Roberto Balado, Kuba (13:2), die Silbermedaille. Bei den Weltmeisterschaften 1993 in Tampere scheiterte er bereits in der ersten Turnierrunde gegen Evgeniy Belousov, Russland (15:14).

## Profi
1994 wechselte Bango in das Profigeschäft, boxte allerdings zumeist sehr unregelmäßig, so bestritt er 1996 bis 1999 fast drei Jahre keinen Kampf. Am 29. März 2003 gewann er in seiner Heimatstadt Ibadan gegen Adewale Abbey den nigerianischen Meistertitel.
Am 24. April 2004 war er in Frankfurt (Oder) Gegner von Nikolai Walujew und verlor durch technischen K. o. in der sechsten Runde, dies war zugleich seine erste Profiniederlage. Seine zweite Niederlage, ebenfalls vorzeitig, musste er am 3. März 2006 in Oldenburg gegen den Olympiasieger von 2004, Alexander Powetkin, hinnehmen, womit er seine Karriere beendete.